# Dieter C. Schütz
Dieter C. Schütz (* 1. November 1953 in Köln) ist ein deutscher Kunst- und Kulturwissenschaftler sowie Designtheoretiker.

## Leben
Schütz studierte Kunstgeschichte, Komparatistik, Germanistik, Kulturanthropologie, Klassische Archäologie und Niederländische Philologie in Bonn, Köln und Berlin. 
Er war an der Universität Bonn, wo er promoviert wurde, von 1980 bis 1989 Mitarbeiter des Kunsthistorikers Tilmann Buddensieg. In diesem Zusammenhang war er an etlichen Projekten und Publikationen beteiligt, z. B. Funkkolleg Kunst, Industriekultur, Alltagskultur, Erforschung der Keramik in der Weimarer Republik.
1988/89 war Schütz Kurator der Ausstellung „Design in Köln“ im Kölnischen Stadtmuseum. 1989 hat er das Projektmanagement von Schloss Drachenburg der Nordrhein-Westfalen-Stiftung verantwortet.
Von 1989 bis 1991 war er Mitarbeiter von Prof. Eberhard Weise, einem Vorstandsmitglied der Bayer AG. Seit dieser Zeit führt Schütz Seminare für die dortigen betrieblichen Vertrauensleute durch; er arbeitet zudem für die Covestro AG.
Ab 1992 lehrte Schütz Designtheorie und Kommunikation an der Fachhochschule Köln (heute Technische Hochschule), bis er 1998 die Akademie für Kommunikationsdesign Düsseldorf/Köln gründete. 2008 erfolgte die Ernennung zum Professor für Kulturwissenschaften an der IB-Hochschule Berlin. Von 2008 bis 2013 war er dort Gründungsdekan der Fakultät für Kulturwissenschaften.
Seit 2013 ist er Kuratoriumsvorsitzender der Horst und Gretl Will-Stiftung und Vorstandsmitglied der Stiftung Junges Literaturhaus in Köln. Er ist zudem Mitglied im Kuratorium von KammerMusikKöln sowie im Trägerverein des Theater der Keller.
Von 2016 bis 2021 lehrte er an der Rheinischen Fachhochschule Köln, seit 2022 an der Hochschule Fresenius in Köln.
Seit 2018 ist er Gastdozent an der Hochschule Konstanz.

## Schriften (Auswahl)
- Design in Köln. Köln 1989
- Bayer als Mäzen. Carl Duisberg als Förderer der Künste. Dissertation Universität Bonn 1994.
- Von Hildebrand bis Kricke. Beiträge zur Kunst des 19. und 20. Jahrhunderts. Schülergabe für Eduard Trier zum 7. Februar 1985, Hrsg. von Artar Valstar/Dieter Schütz
- August Sander, Das Siebengebirge – Naturbilder aus den Jahren 1926-1953, Köln 1990 (Hrsg.)
- Der rheinische Magnifico – Carl Duisberg als Förderer der Künste. In: Andreas Beyer, Vittorio Magnago Lampugnani und Gunter Schweikhart (Hrsg.): Hülle und Fülle – Festschrift für Tilmann Buddensieg. Alfter 1993.
- Fundraising und Kulturförderung zwischen Mäzenatentum, Sponsoring, Förderverein und Stiftung – Versuch einer Definition, in: Das Fünfte Kölner Design-Jahrbuch 1996/97, hrsg. vom Fachbereich Design der FH Köln, Köln 1997
- Kirche und Kommunikation, In: Liturgie-Gewänder für den Gottesdienst heute, hrsg. von Andreas Poschmann, Trier 2003
- Kolonie II und III – Werkssiedlungen der Bayer AG 1900-1925, In: UnternehmerVillen/UnternehmerWillen, hrsg. von Galerie und Schloss, Bergisch Gladbach 2009
- Ein Tempel für Moabit (100 Jahre Turbinenhalle in Berlin), In: form 225, 2009
- Vom Kunstgewerbe zum Produktdesign, Artikel im Kölner Stadt-Anzeiger vom 21. August 2014
- VerSIErt – Frauen schreiben Geschichte, in: VAA Magazin – Zeitschrift für Führungskräfte in der Chemie, Juni 2016
- Historische Bayer-Plakate, Hrsg. Bayer AG, Leverkusen 2016
- Neueinrichtung des Baykomm – Historie und Identität eines Life-Science-Explorers, in: VAA Magazin – Zeitschrift für Führungskräfte in der Chemie, Dezember 2016
- Mobilität der Zukunft: PS-Bolide aus Kunststoff, in: VAA Magazin – Zeitschrift für Führungskräfte in der Chemie, Dezember 2017